# Chidambaran Padmanabhan Ramanuyam
No confundir con el matemático indio Srinivasa Ramanuyán (1887-1920).
Chidambaram Padmanabhan Ramanujam (சிதம்பரம் சக்கிரவர்த்தி ராமானுஜம்; en idioma tamil) (Madrás, 9 de enero de 1938−Bangalore, 27 de octubre de 1974) fue un matemático indio que trabajó en los campos de la teoría de números y la geometría algebraica.
En 1973, fue elegido miembro de la Academia India de Ciencias. Como su tocayo Srinivasa Ramanuyán (1887-1920), Ramanuyám también tuvo una vida muy corta.
Como David Mumford dijo, Ramanuyám sentía que el espíritu de las matemáticas le exigía no solo desarrollos de rutina, sino el teorema correcto sobre cualquier tema. «Quería que las matemáticas fueran bellas y fueran claras y sencillas. A veces estaba atormentado por la dificultad de este alto estándar, pero en retrospectiva, es claro para nosotros que frecuentemente logró añadir a nuestro conocimiento, resultados tanto nuevos como hermosos, y con un sello genuinamente original».

## Infancia
Ramanuyám nació como el mayor de ocho hijos de Chakravarthi Srinivasa Padmanabhan. Después de terminar sus estudios secundarios, en 1952 entró en la Universidad de Loyola (en Madrás). Su especialidad eran las matemáticas y se dedicó a dominarlas con vigor y pasión. En esa época su maestro y amigo fue el padre Racine, un misionero que había obtenido su doctorado bajo la supervisión del matemático francés Elie Cartán (1869-1951). Con el apoyo y la recomendación del padre Racine, Ramanuyám solicitó el ingreso en la escuela de posgrado en el Instituto TATA de Investigación Fundamental en Bombay y fue admitido en TIFR. Su padre quería que entrara en el Instituto Indio de Estadística de Calcuta, ya que había pasado meritoriamente la prueba de acceso.

## Inicios de su carrera
Ramanuyám se estableció en Bombay a la edad de dieciocho años para avanzar en sus estudios de matemáticas. En 1957, él, Raghaván Narasimhán (su amigo y compañero de habitación) y S. Ramanan se unieron al TIFR. En el Instituto Tata había una continua corriente de matemáticos de primer orden que visitaban desde todo el mundo. Era una tradición para algunos estudiantes de posgrado para escribir las notas de cada ciclo de conferencias. En consecuencia, Ramanuyám escribió en su primer año, las notas de las conferencias de Max Deuring acerca de funciones algebraicas de una sola variable. Fue un esfuerzo no trivial y las notas fueron escritas con claridad y fueron muy bien recibidas. En este esfuerzo se evidenció la capacidad analítica de su cerebro, que pudo simplificar y ampliar las notas dentro de un corto período de tiempo.

Él podía reducir soluciones difíciles de una manera simple y elegante debido a su profundo conocimiento del tema. [...] Las conferencias de Max Deuring lo acercaron a la teoría de los números algebraicos. Cursó estudios no solo la geometría algebraica y teoría analítica de los números ―en la que mostró un profundo conocimiento―, sino que además se convirtió en un experto en varias disciplinas afines.
S. Ramanan

Su guía de doctorado, K. G. Ramanathan afirmó que en los dos años de su estandía, Ramanuyám mostró una versatilidad y una profundidad en las matemáticas tanto raras como ligeramente atemorizantes. Sin embargo, no hubo resultados concretos en consonancia con la amplitud y profundidad de sus matemáticas, y esto pronto dio lugar a la frustración. Su amplia incursión en una variedad de temas lo condujo a un conocimiento disperso, pero que no tenía un «gran valor en efectivo» según afirmaba Ramanathan.
Ramanuyám se sentía frustrado y sentía que no era digno de permanecer en el Instituto como investigador. «Solicitó ingresar en varias universidades para enseñar matemáticas y ―por suerte para él― no fue aceptado en ninguna», afirma Ramanathan. Por sugerencia de su guía, comenzó a trabajar en un problema relacionado con la obra del alemán C. L. Siegel, gran teórico de los números. Su visión y el conocimiento finalmente dieron fruto, y en un tiempo extraordinariamente corto resolvió el problema de larga data. 
Aunque Ramanuyán creía que con un poco más de esfuerzo podría haber reducido incluso los 29 de Davenport, válidos para el campo de número racional, Ramanuyám ya no estaba interesado en seguir buscando. Él quería seguir adelante y enfrentar problemas más emocionantes. Tomó el problema de Waring en los campos de números algebraicos y obtuvo resultados interesantes.
En reconocimiento a su labor y a su contribución a la teoría de números, el Instituto lo nombró profesor asociado. Ramanuyán protestó en contra de esta promoción, ya que le parecía «inmerecida», y tuvo que ser persuadido para aceptar la posición. En 1966 procedió a escribir su tesis y en 1967 tomó su examen de doctorado. El Dr. Siegel ―que fue uno de los examinadores― quedó muy impresionado con la profundidad de los conocimientos del joven y sus grandes habilidades matemáticas.
En 1965, Ramanuyám fue el escriba del curso de conferencias de Shafarevich sobre modelos de mínimos y transformación birracional de dos esquemas de dimensiones.
Posteriormente, el profesor Shafarevich escribió para decir que Ramanuyám no solo corrigió sus errores, sino que además presentó pruebas de muchos resultados. Lo mismo había sucedido con el caso de las conferencias de Mumford sobre las variedades abelianas, que fueron dictadas en TIFR hacia 1967. Mumford escribió en el prefacio de su libro que las notas de Ramanuyán mejoraron su trabajo, y que su labor sobre las variedades abelianas eran un esfuerzo conjunto entre él y Ramanuyám.
Un hecho poco conocido es que durante este tiempo Ramanuyán empezó a aprender solo alemán, francés, italiano y ruso para poder estudiar las obras matemáticas en su idioma original. Su biblioteca personal contenía un buen número de trabajos matemáticos no en inglés.

## Personalidad y otros intereses
Rápidamente podía transmitir a otros su pasión por las matemáticas. No solo hablaba el lenguaje de las matemáticas. Su fina sensibilidad lo llevó a apreciar la literaratura (tanto ficción como no ficción). Tenía un fino oído para la música, que fue su segunda pasión después de las matemáticas. Su músico favorito era el M. D. Ramanathan, un músico de concierto que no era muy popular debido a su clasicismo. Ramanuyám invariablemente asistía a sus conciertos cuando estaba en Chennai.
Durante más de treinta años quiso aprender música y se compró una flauta de tres agujeros ―tradicional de la India― y aprendió a tocarla. Buscaba personas con quienes poder discutir de música y le encantaba su compañía. Le gustaba la buena comida. En sus primeros años se convirtió en fumador y más tarde descubrió el placer de fumar en pipa. Sus otras aficiones eran el ajedrez, el tenis, el carrom y el go. Sin embargo, volvía a sus garabatos matemáticos en cualquier pedazo de papel que estuviera disponible cada vez que se le ocurría alguna idea. Su mente matemática se encendía fácilmente incluso cuando estaba relajado disfrutando de sí mismo. Ramanuyám era muy generoso, y podría vaciar su cartera para cualquier persona que le pidiera.

## Enfermedad
Entre 1964 y 1968, estaba haciendo grandes progresos en teoría de números, y sus contactos con Shafarevich y Mumford lo llevaron a la geometría algebraica. De acuerdo con Ramanathan y otros colegas, su progreso y un profundo conocimiento de la geometría algebraica fue fenomenal. Mumford elogió mucho su trabajo en esta área. Ramanuyám había ganado un profundo conocimiento de su especialidad, por lo que era buscado por sus compañeros y se había convertido en una fuente de inspiración para ellos.
En 1964, sobre la base de su participación en el Coloquio Internacional sobre Análisis Diferencial, se ganó el respeto de Grothendieck y Mumford, quienes lo invitaron a París y Harvard. Él aceptó la invitación y viajó a París, pero por un breve período. Estaba llevando una vida de investigación demasiado intensa.
En París sufrió una depresión grave, y al recurrir a un médico se le diagnosticó esquizofrenia.
Abandonó Europa y volvió a Chennai. Él tenía la impresión de no era una persona adecuada para la investigación matemática y decidió renunciar a su posición en TIFR. Sin embargo su renuncia no fue aceptada por el Instituto. Siempre será un misterio si su mentalidad modesta, y extremadamente humilde habrán contribuido de alguna manera a su enfermedad.
En 1965 dejó su puesto en Bombay después de una recaída de su enfermedad. Consiguió un puesto como profesor titular en Chandigarh (Panyab). Allí conoció al joven estudiante Chitikila Musili, quien provenía de una casta muy pobre. Aunque Musili no sabía nada de matemáticas, Ramanuyám pasó mucho tiempo con él, enseñándole y animándolo. Sugirió a la dirección del instituto que Musili era un estudiante brillante y que podía ser tomado directamente como estudiante de posgrado sin tener que pasar por el proceso de entrevistas. Afortunadamente Musili más tarde para comprobar los resultados interesantes de la geometría relacionada con la teoría de los grupos de Lie y escribió buenos libros expositivos sobre ese tema. Ramanuyám se quedó en Chandigarh solo 8 meses y tuvo que regresar a Chennai para proseguir su tratamiento. El TIFR era su verdadero hogar, por lo que regresó en junio de 1965.
En esta época aceptó una invitación del Institut des Hautes Études Scientifiques, cerca de París. Estuvo apenas unos días, cuando tuvo que ser llevado a Chennai. Por desgracia, la esquizofrenia ―una enfermedad altamente tratable hoy en día―, no fue diagnosticada y tratada correctamente. Hasta el final de su vida continuó de esta manera: era muy creativo durante cortos períodos de tiempo y después era atacado por la depresión.
En 1970, envió una vez más su carta de renuncia al TIFR pero el instituto no lo tomó en serio. Alrededor de este tiempo, Mumford lo invitó a la Universidad de Warwick como profesor visitante durante el Año de la Geometría Algebraica. Mumford escribe que pasó muchas agradables veladas con él y que su presencia contribuyó de manera importante al éxito de la geometría algebraica. Un famoso artículo de Mike Artin y David Mumford, escrito durante este tiempo, reconoce a Ramanuyám sus sugerencias y su ayuda.
También tuvo un breve paso en Turín, donde fue muy apreciado y aceptado.

## Muerte
De regreso a la India después de su año en la Universidad de Warwick, Ramanuyám solicitó una plaza de profesor en el Instituto Tata, pero que se hizo insostenible en su campus de Bangalore. En el Instituto Tata (en Bangalore) había un ala de matemática aplicada. Aunque Ramanuyam no tenía nada que ver con esta área, el Instituto ―deseando que continuara sus investigaciones―, hizo un acuerdo especial por el cual podría permanecer y trabajar allí. En ese momento Ramanuyán se vio profundamente deprimido por su enfermedad y empezó a probar curas mágicas ayurvédicas. Él fue puesto a cargo de una nueva rama de hacer frente a las matemáticas aplicadas. Se estableció en Bangalore, pero una vez más en las profundidades de la depresión causada por su enfermedad, trató de salir del instituto y obtener un puesto de profesor universitario. Durante uno de los ataques, trató de quitarse la vida, pero fue rescatado a tiempo. Sin embargo, en la tarde del 27 de octubre de 1974, tras una animada discusión con un profesor extranjero visitante, Ramanuyán se quitó la vida con una sobredosis de barbitúricos.
Justo después de su muerte, en el antiguo Instituto de Matemáticas de la Universidad de Génova se bautizó una sala con su nombre.